# Willy Zielke
Willy Otto Zielke (Łódź, 18 de septiembre de 1902 - Bad Pyrmont, Hannover, 16 de septiembre de 1989) fue un fotógrafo y realizador cinematográfico alemán de origen polaco.
Estudió técnica ferroviaria en Taskent, estableciéndose posteriormente en Múnich en 1921, donde estudió fotografía en la Bayerische Staatslehranstalt für Photographie, de la que fue profesor desde 1928. Se dedicó principalmente a la evolución social e industrial de Alemania, rodando un documental sobre el paro obrero (Arbeitlos, 1932), que fue prohibido por los nazis. Su estilo destacó por una técnica brillante y unas perspectivas insólitas. Desde 1933 se pasó a la fotografía en color. Desde los años 1950 enseñó en la Escuela BIKLA de Düsseldorf, precediendo a Chargesheimer.

## Filmografía
- 1933: Arbeitslos - Ein Schicksal von Millionen
- 1934: Die Wahrheit
- 1935: Tag der Freiheit - Unsere Wehrmacht
- 1935: Das Stahltier
- 1953: Verzauberter Niederrhein
- 1956: Schöpfung ohne Ende